# Liste der Werke der Bücherei des Schocken Verlags
Die Liste der Werke der Bücherei des Schocken Verlags enthält die nach Nummern sortierten Werke der Bücherei des Schocken Verlags, die von 1933 bis 1939 im Schocken Verlag in Berlin erschien (ZDB-ID: 5215961). Der letzte erschienene Band trägt die Nummer 92. Ab Band 80 mussten die Bücher aufgrund behördlicher Vorgaben mit dem diskriminierenden Zusatz Jüdischer Buchverlag erscheinen.

## Übersicht
- 1 Die Tröstung Israels. Aus Jeschajahu, Kapitel 40 bis 55. Hebräisch mit der Verdeutschung von Martin Buber und Franz Rosenzweig. 1933
- 2 Zionslieder / Jehuda Halevi. Mit der Verdeutschung von Franz Rosenzweig und seinen Anmerkungen 1933
- 3 Joseph und seine Brüder: Ein altjüdischer Roman. Herausgegeben von Micha Josef bin Gorion. 1933
- 4 Martin Buber: 100 Chassidische Geschichten. 1933
- 5 Agnon, S. J.: In der Gemeinschaft der Frommen. Sechs Erzählungen aus dem Hebräischen. 1933
- 6 Leo Baeck: Die Pharisäer. Ein Kapitel jüdischer Geschichte. 1934
- 7 Aron David Bernstein: Vögele der Maggid. Eine Novelle. 1936.
- 8 Das Haus Israel. Aus den Schriften von David Koigen. Herausgegeben und mit einem Nachwort versehen von Ernst Hoffmann. 1934
- 9 Das Leben des Flavius Josephus: aus seinen eigenen Aufzeichnungen. 1934
- 10 Sprichwörter und Redensarten Deutsch-Jüdischer Vorzeit. Aufgezeichnet aus dem Munde des Volkes und nach Wort und Sinn erläutert von Abraham Tendlau. 1934
- 11 Martin Buber: Erzählungen von Engeln, Geistern und Dämonen. 1934
- 12 Johann Jakob Schudt: Von der Franckfurter Juden Vergangenheit (Sitten und Bräuchen). 1934
- 13 Von den Juden Jemens. Eine Anthologie. Übersetzt u. hrsg. von S. D. F. Goitein. 1934
- 14 Agnon, S.J.: Und das Krumme wird gerade. Aus dem Hebräischen von Max Strauss. 1934
- 15 Ludwig Strauss: Botschaft: Zwölf Geschichten. 1934
- 16 Martin Buber: Zwiegespräche. 1934
- 17 Karl Wolfskehl: Die Stimme spricht. 1936
- 18 Ludwig Strauß: Geschichtenbuch. Aus dem jüdisch-deutschen Maaßebuch ausgewählt und übertragen von Ludwig Strauß. 1934
- 19 Franz Kafka: Vor dem Gesetz. 1934
- 20 Hermann Cohen: Der Nächste. Vier Abhandlungen über das Verhalten von Mensch zu Mensch nach der Lehre des Judentums. Mit einer Vorbemerkung von Martin Buber. 1935
- 21 Martin Buber: Des Baal-Schem-Tow Unterweisung im Umgang mit Gott. 1935
- 22 Die Josefslegende in aquarellierten Zeichnungen eines unbekannten russischen Juden der Biedermeierzeit. Mit den zugehörigen Schriftstellen in der Verdeutschung von Martin Buber und Franz Rosenzweig und mit einer Einleitung von Erna Stein. 1935
- 23 Immanuel Olsvanger: Rejte Pomeranzen. Ostjüdische Schwänke und Erzählungen. Gesammelt von Immanuel Olsvanger. 1935
- 24 Rahel Gorion und Emanuel bin Gorion: Vom Garten Eden, der Arche Noah und dem weisen König Salomo. 77 Geschichten von Pflanzen und Tieren. Neu erzählt von Rahel und Emanuel bin Gorion. 1935
- 25 Moritz Zobel: Der Sabbat. Sein Abbild im jüdischen Schrifttum, seine Geschichte und seine heutige Gestalt. 1935
- 26 Rabbi Mosche ben Maimon: More Newuchim. 1935
- 27/28 Rabbi Mosche ben Maimon: Ein systematischer Querschnitt durch sein Werk. Ausgewählt, übertragen und eingeleitet von Nahum Norbert Glatzer. 1935
- 29 Mosche ben Maimon: Des Rabbi Mosche ben Maimon More Newuchim (Führer der Verirrten) im Grundriss. 1935
- 30 Ludwig Strauss: Jüdische Volkslieder. Ausgewählt, aus dem Jiddischen übersetzt und erläutert von Ludwig Strauß. 1935
- 31 Adalbert Stifter. Abids. Eine Erzählung. 1935
- 32: Die zehn Märtyrer. Ein Legendenkreis aus den Sammlungen von Micha Josef Bin Gorion, 1935
- 33/34 Salomon Maimon: Geschichte des eigenen Lebens (1754–1800). 1935
- 35 Philon von Alexandrien: Von den Machterweisen Gottes. Eine zeitgenössische Darstellung der Judenverfolgungen unter dem Kaiser Caligula. Übersetzt, bearbeitet und eingeleitet von Hans Lewy. 1935
- 36 Midraschim der Klage und des Zuspruchs. Ausgewählt, übersetzt und mit einem Vorwort versehen von Max Dienemann. 1935
- 37/38 Ernst Simon: Chajjim Nachman Bialik. Eine Einführung in sein Leben und sein Werk. Mit einigen Übersetzungsproben und Gedichtanalysen. 1935
- 39 Ludwig August Frankl: Nach Jerusalem. Ein Reisebericht aus der Mitte des neunzehnten Jahrhunderts. 1935
- 40 Gershom Scholem: Die Geheimnisse der Schöpfung. Ein Kapitel aus dem Sohar. 1935
- 41 Ludwig Strauß: Land Israel. Gedichte. 1935
- 42 Nahum Norbert Glatzer: Gespräche der Weisen aus talmudisch-midraschischen Texten. 1935
- 43 Martin Buber: Deutung des Chassidismus. Drei Versuche. 1935
- 44 Aron David Bernstein: Mendel Gibbor. Eine Novelle. 1935
- 45 Wege nach Zion. Reiseberichte und Briefe aus Erez Jißrael in drei Jahrhunderten. Übersetzt und herausgegeben von Kurt Wilhelm. 1935
- 46 Ferdinand Gregorovius: Der Ghetto und die Juden in Rom. Mit einem Geleitwort von Leo Baeck. 1935.
- 47 Elias Bickermann: Die Makkabäer. Eine Darstellung ihrer Geschichte. 1935
- 48 Scholem Alechem: Arm und Reich. Zwei Erzählungen. Aus dem Jiddischen übersetzt von Fega Frisch. 1936
- 49/50 Moses Mendelssohn: Brautbriefe. 1936
- 51 Aus Tiefen rufe ich Dich. Hebräisch und Deutsch, Dreiundzwanzig Psalmen in der Urschrift mit der Verdeutschung von Martin Buber. 1936
- 52/53 Jüdische Memoiren aus drei Jahrhunderten. Ausgewählt und herausgegeben von Hans Bach. 1936
- 54 Seder Haggadah shel Pesach. Die Pessach-Haggada. Hrsg. und erklärt von E.D. Goldschmidt. 1936
- 55/56 Moritz Zobel: Das Jahr des Juden in Brauch und Liturgie. 1936 Digitalisat
- 57 Heinrich Heine, Gedicht und Gedanke. Auswahl und Nachwort von Werner Kraft. 1936
- 58 Flavius Josephus: Das Haus des Herodes. Zusammengestellt und übersetzt von Emanuel bin Gorion. 1936
- 59 Die Konstruktion der jüdischen Geschichte. Eine Skizze von Heinrich Graetz. Mit erklärenden Fußnoten und einem Nachwort von Ludwig Feuchtwanger. 1936
- 60 Johann Gottfried Herder. Blätter der Vorzeit. Dichtungen aus der morgenländischen Sage (Jüdische Dichtungen und Fabeln). 1936
- 61 Jizchak Fritz Baer: Galut. 1936
- 62 Martin Buber: Zion als Ziel und als Aufgabe. Gedanken aus drei Jahrzehnten. Mit einer Rede über Nationalismus als Anhang. 1936
- 63 Onechi (d. i. Zalman Jizhaq Ahronzon): Reb Abbe. Eine Erzählung. Aus dem Jiddischen übersetzt von Fega Frisch. 1936
- 64 Jecheskel Kotik: Das Haus meiner Grosseltern. Aus dem Jiddischen übersetzt von Leo Hirsch. 1936
- 65 Weiß, I. H.: Meine Lehrjahre: aus den hebräischen Erinnerungen des Verfassers. 1936
- 66 Jizchak Leib Perez: Chassidische Erzählungen. Aus dem Jiddischen übertragen von Ludwig Strauß. 1936
- 67 Micha Josef Berdyczewski. Aus einer Judenstadt. 1936
- 68 Annette von Droste-Hülshoff: Die Judenbuche. 1936
- 68 Fischel Schneersohn: Die Geschichte von Chajim Grawitzer dem Gefallenen. 1937[1]
- 69 Ludwig Strauß: Die Zauberdrachenschnur. Märchen für Kinder. 1936
- 70 Theodor Mommsen: Judaea und die Juden. Mit einem Nachwort von Eugen Täubler. 1936
- 71 Die Gesetzeslehrer von Schimon dem Wahrhaftigen bis zum Auftreten Hillels. Hebräisch und Deutsch, eingeleitet und übersetzt von Kalman und Frieda Schlesinger, vokalisiert von Arthur Spanier. 1936
- 72 Moses Calvary: Das neue Judentum. Fünf Aufsätze. (Mit einem Nachwort von W. Groß). 1936
- 73: Die häuslichen Sabbatgesänge, gesammelt u. hrsg. v. Arno Nadel, 1937
- 74 Jehuda Burla: In den Sternen geschrieben. Eine Erzählung. Deutsch von Emanuel bin Gorion. 1937
- 75/76 Adolf Reifenberg: Denkmäler der jüdischen Antike. 1937
- 77 Franz Rosenzweig: Zur jüdischen Erziehung. 1937
- 78 Agnon, S. J.:  Der Verstossene. Eine Erzählung. Am dem Hebräischen übertragen von N. N. Glatzer und Moritz Spitzer. 1938
- 79 Abraham Berliner: Aus dem Leben der Juden Deutschlands im Mittelalter. 1937
- 80 Romanfragment Heinrich Heines: Der Rabbi von Bacherach, von Erich Ludwig Loewenthal mit Illustrationen von Ludwig Schwerin herausgegeben. 1937
- 81/82 Nahum Norbert Glatzer: Geschichte der talmudischen Zeit. 1937
- 83 Ludwig Strauß: Kleine Nachtwachen. Sprüche in Versen. 1937
- 84 Max Liebermann: Siebzig Briefe. Mit sieben Abbildungen nach Zeichnungen Liebermanns, davon zwei auf Kunstdrucktafeln. Herausgegeben von Franz Landsberger. 1937
- 85 Mendale Mocher Sfarim: Die Fahrten Binjamins des Dritten. Eine Erzählung. A.d. Jiddischen übers. v. Efraim Frisch. 1937
- 86 Kurt Wilhelm: Von jüdischer Gemeinde und Gemeinschaft. 1938
- 87 Leo Baeck: Das Evangelium als Urkunde der jüdischen Glaubensgeschichte. 1938
- 88: Martin Buber: Worte an die Jugend. 1938
- 89 Lord Byron (= George Gordon Noel Byron): Kain. Ein Mysterium. Übertragen von Ernst Blass. 1938
- 90/91 Moritz Zobel: Gottes Gesalbter. Der Messias und die messianische Zeit in Talmud und Midrasch. 1938
- 92 Hermann Cohen. Briefe. Ausgewählt und herausgegeben von Bertha und Bruno Strauß. 1939